# 雁塔区
雁塔区（がんとう-く）は、中華人民共和国陝西省西安市に位置する市轄区。

## 行政区画
- 街道:小寨路街道、大雁塔街道、長延堡街道、電子城街道、等駕坡街道、魚化寨街道、丈八溝街道、曲江街道、杜城街道、漳滸寨街道